# Pedro Henrique (calciatore 1995)
Pedro Henrique Ribeiro Gonçalves (Lauro Müller, 2 ottobre 1995) è un calciatore brasiliano, difensore del RB Bragantino.

## Caratteristiche tecniche
È un difensore centrale.

## Carriera
Ha esordito il 10 maggio 2015 con la maglia del Bragantino in un match perso 2-0 contro il CRB.

## Statistiche

### Presenze e reti nei club
Statistiche aggiornate all’8 novembre 2017.
| Stagione        | Squadra         | Campionato      | Campionato | Campionato | Coppe nazionali | Coppe nazionali | Coppe nazionali | Coppe continentali | Coppe continentali | Coppe continentali | Altre coppe | Altre coppe | Altre coppe | Totale | Totale | Totale |
| Stagione        | Squadra         | Comp            | Pres       | Reti       | Comp            | Pres            | Reti            | Comp               | Pres               | Reti               | Comp        | Pres        | Reti        | Pres   | Reti   |        |
| --------------- | --------------- | --------------- | ---------- | ---------- | --------------- | --------------- | --------------- | ------------------ | ------------------ | ------------------ | ----------- | ----------- | ----------- | ------ | ------ | ------ |
| 2015            | Bragantino      | B+PAU           | 4+0        | 0          | CB              | 0               | 0               |                    | -                  | -                  |             | -           | -           | 4      | 0      |        |
| 2016            | Corinthians     | A+PAU           | 13+0       | 0          | CB              | 1               | 0               |                    | -                  | -                  |             | -           | -           | 14     | 0      |        |
| 2017            | Corinthians     | A+PAU           | 20+5       | 1+1        | CB              | 1               | 0               | CS                 | 2                  | 0                  |             | -           | -           | 28     | 2      |        |
| Totale carriera | Totale carriera | Totale carriera | 42         | 2          |                 | 2               | 0               |                    | 2                  | 0                  |             | -           | -           | 46     | 2      |        |

## Palmarès
- Campionato brasiliano: 1

Corinthians: 2015
- Campionato paulista: 1

Corinthians: 2017